# Ceromantie

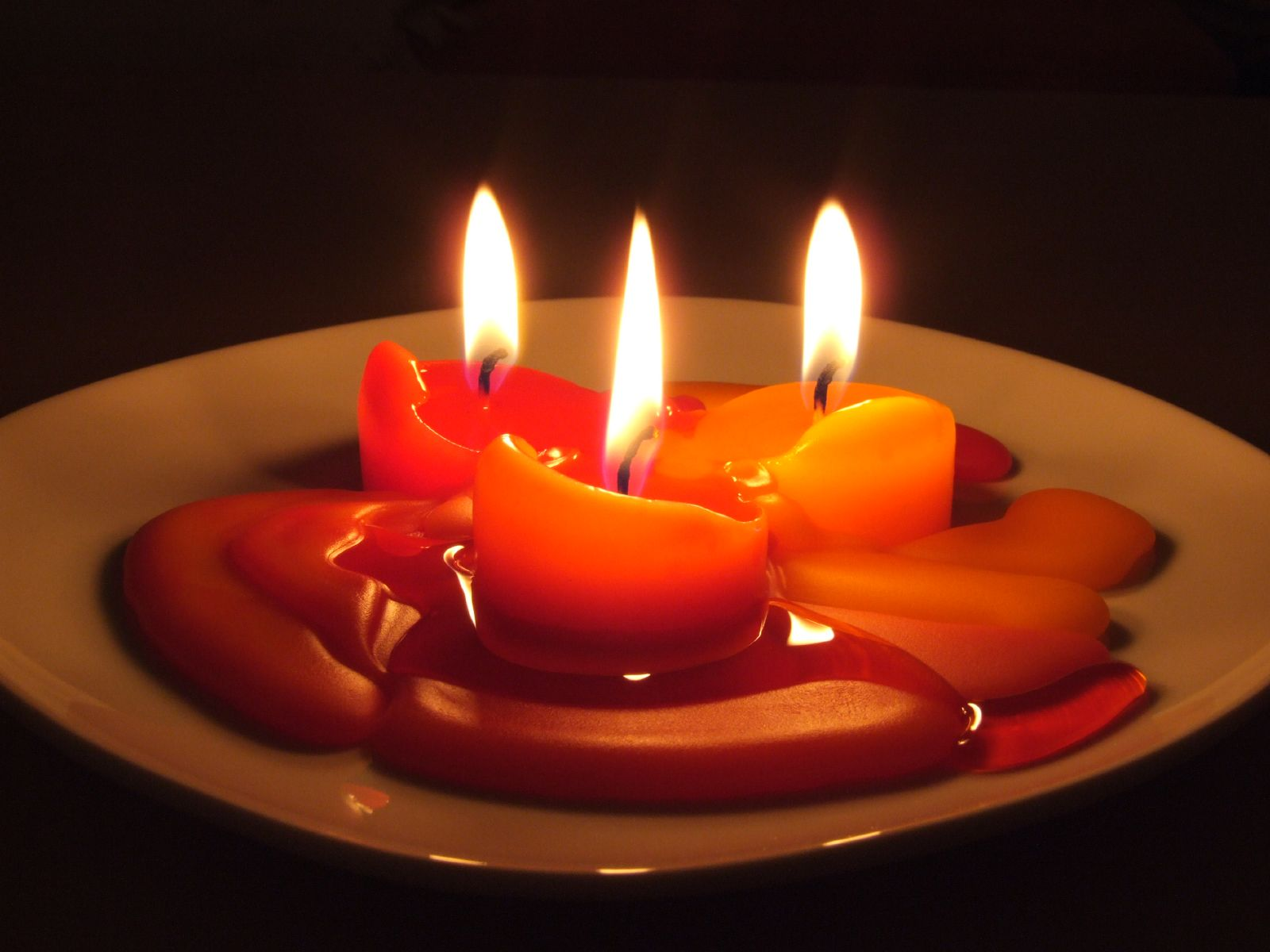
Drei Kerzen

Ceromantie oder Keromantie (lat. cereus, aus Wachs; griech. mantike, Wahrsagung) ist eine Form der zeremoniellen Mantie und gehört zur Wahrsagerei. Hierbei wird geschmolzenes Wachs in kaltes Wasser gegossen und  aus den daraus entstehenden  Wachsfiguren wird die Weissagung gezogen. Verwandt mit dieser Weissagung der Zukunft ist auch die Molybdomantie.

## Geschichte
Der Ursprung der Ceromantie liegt wohl in der Türkei, wie auch in unterschiedlichen Quellen belegt wird. Nach Martin Anton Delrio (1551–1608) schmolzen die Türken Wachs, ließen es tropfenweise in ein Gefäß mit Wasser fallen und urteilten aus den Figuren. Im Elsass wurde eine ähnliche Form dieses Aberglaubens praktiziert, bei der die christlichen Heiligen als Orakel dienten. „Wenn nämlich jemand krank wurde, und die alten Weiber wissen wollten welcher Heiliger dem Kranken die Krankheit zugeschickt hatte, so zündeten sie so viel Wachskerzen von gleichem Gewichte auf einmal an, als sie Heilige im Verdacht hatten, für jeden also eine eigene. Wessen zuerst aufbrannte, der war es nach ihrer Meinung.“ Agrippa von Nettesheim schreibt über den Gebrauch der Ceromantie durch Hexen: „Unsere alten Hexen greifen die Sache anders an, besonders wenn sie die auserwählten Heiligen Gottes, die doch mit so niederträchtigen Leuten keine Gemeinschaft haben, rufen wollen, um, wie sie vorgeben, den oder jenen Menschen zu beschädigen, während gerade die Heiligen wohltätige Wesen sind und niemandem Schaden zufügen. Die erwähnten alten Vetteln zünden nämlich so viele völlig gleiche Wachsenkerzen an, als sie Heilige zum Schadenstiften haben wollen, und jedem eignen sie eine besondere Kerze zu. Wessen Kerze nun zuerst abbrennt, den halten sie für den rechten Mann zu ihrem boshaften Werke“.

## Anwendungsarten
In früheren Jahren erfolgte die Ceromantie in einem vorgeschriebenen Ritual, daher zeremonielle Mantie. Zuvor wurde die auserwählte Kerze mit Myrrhe und Salbei behandelt, viele Wahrsager ritzten Zauberformeln in die Kerze und bestrichen sie vor dem Anzünden mit Ölen. Das geschmolzene Wachs wurde mit Beschwörungsworten begleitend in kaltes Wasser gegossen und die entstandenen Gebilde der Deutung unterzogen. Für die zeremonielle Divinationen benutzt man folgende Gegenstände: Eine Schüssel Wasser, eine Kerze, einen Löffel und ein Handtuch. Es heißt weiter:

„Zum Ausüben der Ceromantie können Sie jede Art von Kerze verwenden. Wenn ihre Deutung eine Beziehung betrifft, dann sollten Sie vielleicht zwei Kerzen verwenden. Wenn Sie zwei Kerzen verwenden, dann beobachten sie wie sich die Flammen verhalten. Falls eine Kerze schneller brennt, dann kann das heißen, dass eine Person in der Beziehung mehr gibt. Ziehen Sie einen Kreis und zünden die Kerze an. Meditieren sie ein paar Minuten lang über ihre Frage. Halten sie die Kerze(n) über die Wasserschüssel und lassen sie Wachs ins Wasser tropfen. Wenn sie damit fertig sind, dann verwenden sie den Löffel, um das erhärtete Wachs aus der Schüssel zu heben und schauen sich die Formen an. Sie sollten versuchen zu verstehen, was die Formen für sie persönlich bedeuten. Einige beispielhafte Bedeutungen:
- Anker: Die Person, die Sie lieben, ist treu
- Ball: Ihr Problem wird wegrollen
- Baum: Gute Zeiten für neue Unternehmengen
- Berg: Gute Freunde wollen ihnen helfen
- Bett: Ein erholsamer Urlaub täte ihnen gut
- Besen: Es ist an der Zeit, eine Veränderung zuzulassen
- Blatt: Es wird bald Veränderungen geben
- Brücke: Es ist an der Zeit, eine Chance zu nutzen
- Ei: Es wird bald neue Entwicklungen geben
- Feder: Das Problem wird gelöst werden
- Flugzeug: Reise oder Enttäuschung
- Geist: Jemand aus der Vergangenheit sucht sie
- Glocken: eine Hochzeit
- Gras: Glück vermehrt sich
- Haus: Bessere Zeiten kommen auf sie zu“